# József Kiprich
József Kiprich (Tatabánya, 6 september 1963) is een voormalig Hongaars voetballer, die na zijn spelersloopbaan werkzaam was als voetbaltrainer en scout. Kiprich is rechtsbenig en speelde meestal als centrale aanvaller.

## Clubcarrière
Kiprich speelde lang bij FC Tatabánya voordat hij naar Feyenoord ging. Ook daar werd hij een veelscorende spits en een publiekslieveling. Bij Feyenoord won hij vier nationale bekers, de eerste editie van de Johan Cruijff Schaal en één landskampioenschap en haalde hij de halve finale van de Europacup II 1991/92. Na omzwervingen via Cyprus en FC Den Bosch sloot hij zijn loopbaan als speler af bij FC Tatabánya waar hij de laatste twee seizoenen als speler/ trainer werkzaam was. Hij ging verder als trainer en werd met Gyirmót SE tweemaal kampioen in de Nemzeti Bajnokság II West.

## Interlandcarrière
Kiprich speelde in totaal 70 interlands voor Hongarije, waarin hij 28 keer scoorde. Hij maakte zijn debuut op 26 september 1984 in het met 3-1 gewonnen EK-kwalificatieduel in Boedapest tegen Oostenrijk. Zijn 70ste en laatste interland speelde de aanvaller op 6 september 1995 in Istanboel tegen Turkije.

## Erelijst
- Topscorer Hongarije: 1985
- Landskampioenschap Nederland: 1993
- KNVB beker: 1991, 1992, 1994, 1995
- Landskampioenschap Cyprus: 1996, 1997
- Beker Cyprus: 1996
- Topscorer Cyprus: 1996

## Statistieken
| Seizoen | Club                 | Competitie                        | Wedstrijden | Goals |
| ------- | -------------------- | --------------------------------- | ----------- | ----- |
| 1980/81 | Tatabányai Bányász   | Magyar Labdarúgó Liga             | 2           | 0     |
| 1981/82 | Tatabányai Bányász   | Magyar Labdarúgó Liga             | 19          | 2     |
| 1982/83 | Tatabányai Bányász   | Magyar Labdarúgó Liga             | 17          | 0     |
| 1983/84 | Tatabányai Bányász   | Magyar Labdarúgó Liga             | 24          | 8     |
| 1984/85 | Tatabányai Bányász   | Magyar Labdarúgó Liga             | 26          | 18    |
| 1985/86 | Tatabányai Bányász   | Magyar Labdarúgó Liga             | 27          | 13    |
| 1986/87 | Tatabányai Bányász   | Magyar Labdarúgó Liga             | 18          | 10    |
| 1987/88 | Tatabányai Bányász   | Magyar Labdarúgó Liga             | 24          | 14    |
| 1988/89 | Tatabányai Bányász   | Magyar Labdarúgó Liga             | 22          | 10    |
| 1989/90 | Tatabányai Bányász   | Magyar Labdarúgó Liga             | 1           | 0     |
| 1989/90 | Feyenoord            | Eredivisie                        | 23          | 5     |
| 1990/91 | Feyenoord            | Eredivisie                        | 25          | 7     |
| 1991/92 | Feyenoord            | Eredivisie                        | 23          | 9     |
| 1992/93 | Feyenoord            | Eredivisie                        | 25          | 18    |
| 1993/94 | Feyenoord            | Eredivisie                        | 10          | 3     |
| 1994/95 | Feyenoord            | Eredivisie                        | 22          | 11    |
| 1995/96 | APOEL FC             | Cypriotische eerste divisie       | 24          | 25    |
| 1996/97 | APOEL FC             | Cypriotische eerste divisie       | 17          | 4     |
| 1997/98 | APOEL FC             | Cypriotische eerste divisie       | 0           | 0     |
| 1997/98 | FC Den Bosch         | Eerste Divisie                    | 9           | 5     |
| 1998/99 | Lombard FC Tatabánya | Raab-Karcher NB2                  | 24          | 17    |
| 1999/00 | Lombard FC Tatabánya | Raab-Karcher NB1                  | 24          | 5     |
| 2000/01 | Lombard FC Tatabánya | Professzionális Nemzeti Bajnokság | 12          | 6     |
| Totaal  | Totaal               | Totaal                            | 422         | 196   |